# Jwaneng Galaxy FC
El Jwaneng Galaxy FC és un club botswanès de futbol de la ciutat de Jwaneng.
El club va ser fundat l'any 2015 després de la fusió de dos clubs locals, el Jwaneng Comets i el Debswana Youngsters.
Ascendí a la Botswana Premier League per primer cop l'any 2015, després de guanyar la First Division South.

## Palmarès
- Lliga botswanesa de futbol: [5]
  - 2020, 2023, 2024

- Copa botswanesa de futbol: [6]
  - 2024

- Mascom Top 8 Cup: [6][7]
  - 2016-17, 2018-19